# Amolops himalayanus
Amolops himalayanus és una espècie de granota de la família dels rànids. Viu al nord-est de l'Índia i el Nepal. Podria ser un sinònim de A. formosus i, de fet, l'última edició de la Llista Vermella de la UICN el classifica com a tal. El seu nom específic, himalayanus, significa 'de l'Himàlaia' en llatí.